# Нова Слобозія
Нова Слобозія (рум. Slobozia Nouă) — село в Молдові у Сороцькому районі. Входить до складу комуни, адміністративним центром якої є село Тетереука-Веке. В селі є бібліотека.
| Молдова | Це незавершена стаття з географії Молдови. Ви можете допомогти проєкту, виправивши або дописавши її. |